# Варијације магнетског поља Земље
Елементи магнетског поља Земље могу се мерити одговарајућим елементима на свакој тачки Земљине површи. Таква мерења, која су вршена на различитим тачкама у дугом низу година, показују да се вектор магнетског поља мења. Промене које су констатоване, мање или више природног карактера, су неправилне и различите јачине.
Анализе промена Земљиног магнетског поља у дужем временском периоду показују да егзистира један постојан, непроменљив део, на који се суперпонују различите промене геомагнетног поља са периодом од око 11 година. Постојани део тог поља је главно магнетско поље Земље, док је други део изазван променљивим пољима различитих амплитуда, фаза и периода.
Укупно поље за посматрани временски период најприближније се приказује релацијом:
где је:
{\displaystyle T} - главно магнетско поље Земље,

{\displaystyle \delta T_{i}} - амплитуда i-тог хармоника променљивог поља,

{\displaystyle S_{i}} - периода i-тог хармоника,

{\displaystyle \phi _{i}} - фаза i-тог хармоника,

{\displaystyle t} - време.
Главно магнетско поље Земље је збир два поља хомогено намагнетисане Земље (диполно поље) и поља изазваног нехомогеностима у дубљим деловима Земље (недиполно поље или поље континената). Променљиви део магнетског поља потиче од узрочника у дубљим и горњим слојевима Земљине коре као и поља насталог услед Сунчеве активности, зрачења, магнетског поља Сунца, Сунчевог ветра и слично. Запажено је да су амплитуде променљивих поља знатно мање од интензитета главног магнетског поља, а периоде су од неколико година до десетих делова секунде.
Ако се у различитим тачкама на Земљиној површи посматрају амплитуде, фреквентне карактеристике и морфологија варијација магнетског поља Земље, уочавају се одступања. Због тога су утврђени критеријуми класификације варијација геомагнетног поља. Следећа класификација извршена је у временском домену:
| Тип варијација                         | Симбол | Периода         | Амплитуда |
| -------------------------------------- | ------ | --------------- | --------- |
| Сунчева циклична варијација            |        | 11 година       | 20        |
| Годишња варијација                     |        | 1 година        | 5         |
| Полугодишња сезонска варијација        |        | 6 месеци        | 5         |
| Редовна дневна варијација              |        | 1 дан           |           |
| Мирни дани                             |        | 1 дан           | 30-60     |
| Поремећени дани                        |        | 1 дан           | 10-20     |
| Лунарна (Месечева) варијација          |        | 1 дан           | 1-5       |
| Изненадни (нагли) почетак              |        | 2-5 минута      | 10-100    |
| Ефекат Сунчевих хроносферских ерупција |        | 10-20 минута    | 10        |
| Пулзације                              |        | 0.2-600 секунди | 10        |

Такође, постоје предлози да се магнетски поремећаји деле према просторном распореду појављивања. У том случају се разликују:
- поремећаји који се јављају истовремено на целој површи Земље. Називају се синфазни;
- поремећаји који су ограничени на одређену област простирања - локални;
- поремећаји који се опажају непрекидно и сходно томе се означавају као перманентни.

Према овој класификацији, Земља се може поделити на појасеве у којима се најчешће појављује једна од издвојених група варијација. Тако, у појасу од 45° N до 45° S магнетне паралеле, карактеристична је појава синфазних поремећаја. Појасеви од 45°–70° N и 45°–70° S магнетне ширине карактеришу се локалним поремећајима, док су појасеви од 70°–90° северне и јужне магнетне ширине појасеви поларних капа.
Поред ових, користи се и класификација према могућим физичким механизмима који условљавају развој поремећаја. На основу ових параметара, разликују се:
- магнетни поремећаји изазвани непосредним дејством Сунчевих корпускуларних токова;
- магнетни поремећаји везани за развој кружних струјних токова унутар магнетосфере;
- магнетни поремећаји чије амплитуде достижу максималне вредности у поларној зони (поларни магнетни поремећаји);
- магнетни поремећаји који се појављују у зони поларне капе.

Извори ових поремећаја су јоносферски струјни токови.

### Вековне (секуларне) варијације
Систематска мерења на магнетским опсерваторијама и мерења на површи Земље, која се изводе у циљу познавања карактера геомагнетског поља, изводе се неколико векова. Ова испитивања показала су да магнетско поље Земље у току дугог временског периода садржи један постојан део - главно магнетско поље, на које се суперпонују мање варијације разлилитих амплитуда и периода. Споре временске промене магнетског поља Земље, које трају неколико деценија и више, имајући исти знак и смер, означавају се као секуларне (вековне) варијације.
Претпоставља се да крива секуларних варијација има периодични карактер. Величину периоде није могуће одредити само на основу досадашњих поновљених мерења на опсерваторијама, која су вршена током више векова. Због тога се нова сазнања о периодичности вековних варијација очекују од резултата археомагнетских испитивања.

### Дневне варијације
Периодична промена регистроване компоненте геомагнетског поља, са периодом једнаким дужини трајања Сунчевог дана, назива се редовна дневна варијација  (ова варијација се означава и као Сунчева дневна варијација). Амплитуде редовне дневне варијације достижу максималне вредности у време летњег солстицијума (око 60 nT), а минималне вредности у време зимског солстицијума (око 20 nT) на опсерваторијама средњих географских ширина.
Упоређивањем података о активности магнетског поља Земље регистрованих у току дужег периода (више недеља или месец дана) генерално се запажа изражена тенденција понављања карактера промене величине регистрованог елемента. У зависности од правилности дневних промена, разликују се дани се поступним (правилним) променама, који се називају мирни дани, док се у случају више или мање поремећених промена ти дани називају немирни (поремећени) или активни дани.
Дневне варијације могу да се класификују и означавају као  и .  је редовна дневна варијација мирних дана исказана серијом средње часовних вредности регистрованих елемената за пет магнетски мирних дана, док је  ознака за поремећену дневну варијацију, такође изражена средње часовним вредностима геомагнетног поља, али за пет магнетски поремећених дана.
Због различитог изгледа варијација регистрованих на различитим геомагнетским опсерваторијама и у различито доба године, уведене су методе класификације варијација и начини обраде. Свака геомагнетска опсерваторија објављује средње часовне вредности сваког елемента. При томе неке опсерваторије дају часовне вредности према локалном или гриничком времену, или за средину између два сата. На основу средњих часовних вредности, на одговарајући начин се срачунавају средње месечне и средње годишње вредности.
Анализа дневних варијација показује да се, ако се изузму геомагнетске опсерваторије у подручју поларне области и периоди велике магнетске активности, запажа да средња дневна варијација не одступа много од дневне варијације , срачунате на основу варијације регистрованих за време магнетски мирних дана. У случају када се S рачуна као средња дневна варијација из регистрованих података за време пет немирних дана у месецу, неће се битно разликовати од  варијације. Ова сличност указује да се просечан или поремећени дан разликује од магнетски мирног дана само по неправилностима варијација које се не запажају посматрањем средње варијације из више дана.
Дневне варијације регистроване на различитим геомагнетским опсерваторијама углавном зависе од локалног времена и географске ширине, а не од географске дужине. То значи да се на геомагнетским опсерваторијама истих географских ширина дневне варијације разликују само по фази зависно од локалног времена, односно од положаја Сунца у односу на локални меридијан. С обзиром на ово својство дневних варијација, логично је да ће се карактер дневних варијација одређене компоненте разликовати на јужној и северној хемисфери. Ово није случај са дневним варијацијама X компоненте чији је карактер грубо сличан на обе хемисфере, док карактер дневне варијације Y, Z компоненте и инклинације даје утисак оноса предмета и лика у огледалу.